# Just Friends (2018)
Just Friends (Originaltitel Gewoon vrienden) ist eine romantische Filmkomödie von Ellen Smit, die am 7. März 2018 erstmals im niederländischen Fernsehen ausgestrahlt wurde.

## Handlung
Yad hat gerade sein Medizinstudium in Amsterdam abgebrochen und kommt für den Sommer über in die niederländische Kleinstadt, in der seine syrisch-stämmigen Eltern leben. Er arbeitet nun aber nicht wieder in seinem alten Job als Surflehrer, sondern als Haushaltskraft bei einer rüstigen alten Dame.
Als deren attraktiver Enkel Joris eines Tages zu Besuch kommt, verbringen die beiden jungen Männer einen unbeschwerten gemeinsamen Sommer. Auch wenn sie beide denken, sie seien „nur Freunde“, verlieben sie sich ineinander.

## Produktion
Regie führte Ellen Smit, eigentlich Annemarie van de Mond. Das Drehbuch schrieb Henk Burger.
Die Dreharbeiten fanden in der niederländischen Gemeinde Almere in der Provinz Flevoland statt.
Der Film wurde am 7. März 2018 erstmals im niederländischen Fernsehen ausgestrahlt und am 29. März 2019 in Deutschland auf DVD veröffentlicht. Die deutsche Free-TV-Premiere war am 29. Juli 2021 im rbb.

## Rezeption

### Kritiken

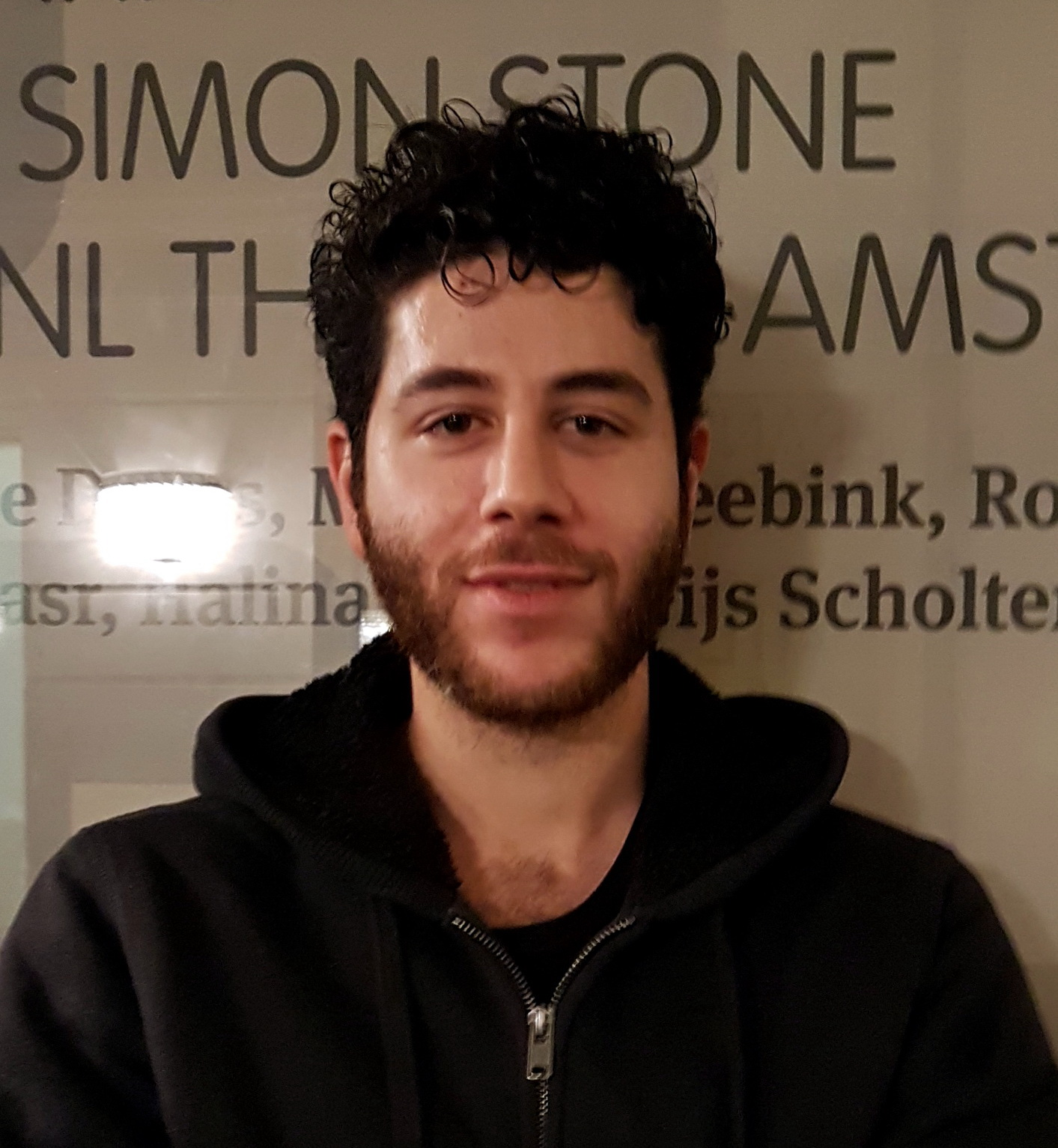
Majd Mardo spielt Yad

Fabian Schäfer von Queer.de schreibt, Just Friends mache auch dank der beiden Darsteller Josha Stradowski und Majd Mardo Lust auf den Sommer, auf Verliebtsein und auf das Gefühl, jemandem ganz tief in die Augen zu blicken. Konflikte, die sich durch Yads syrischstämmige Familie ergeben, sorgten zudem für genug Auf und Ab, auch wenn manche der Konflikte doch zu lehrbuchhaft und oberflächlich daherkämen.

### Auszeichnungen (Auswahl)
Perth International Queer Film Festival 2018
- Auszeichnung mit dem Publikumspreis[6]